# 47 Тукана
47 Тукана (другие обозначения — NGC 104, GCL 1, ESO 50-SC9) — шаровое скопление в созвездии Тукан. 47 Тукана является вторым по яркости шаровым скоплением после Омеги Центавра (NGC 5139). Расположено в южном полушарии неба. 47 Тукана приближается к нам со скоростью 19 км/с. Имеет кандидата в чёрные дыры средней массы.

## История
Хотя скопление видно невооружённым глазом, его открыли лишь в 1751 году из-за того, что оно находится далеко на юге. Скопление было зарегистрировано Николой Луи де Лакайлем, сделанным им во время наблюдений на мысе Доброй Надежды, который сначала принял его за ядро яркой кометы. Число «47» было присвоено в «Общем описании и проверке звёзд и указателей», составленном Иоганном Элертом Боде и опубликованном в Берлине в 1801 году. Боде сам не наблюдал это скопление, но переупорядочил звёзды в каталоге Лакайля по созвездиям в порядке прямого восхождения. В XIX веке Бенджамин Апторп Гулд присвоил ему греческую букву ξ (кси), чтобы обозначить его ξ Тукана, но это не получило широкого распространения, и его почти повсеместно называют 47 Тукана.
В дальнейшем скопление было исследовано Джеймсом Данлопом в 1826 и Джоном Гершелем в 1834 году. Этот объект входит в число перечисленных в оригинальной редакции Нового общего каталога.

## Характеристика
47 Тукана — второе по яркости шаровое скопление на небе (после Омеги Центавра), известное тем, что имеет маленькое, очень яркое и плотное ядро. Это одно из самых массивных шаровых скоплений в Галактике, содержащее миллионы звёзд. Скопление очень компактное, диаметром около 140 световых лет.
Скопление кажется размером с полную луну на небе в идеальных условиях. Хотя оно кажется смежным с Малым Магеллановым Облаком, последнее удалено примерно на 200 000 ± 3 300 св. лет (60,6 ± 1,0 кпк), что более чем в пятнадцать раз дальше, чем 47 Тукана.

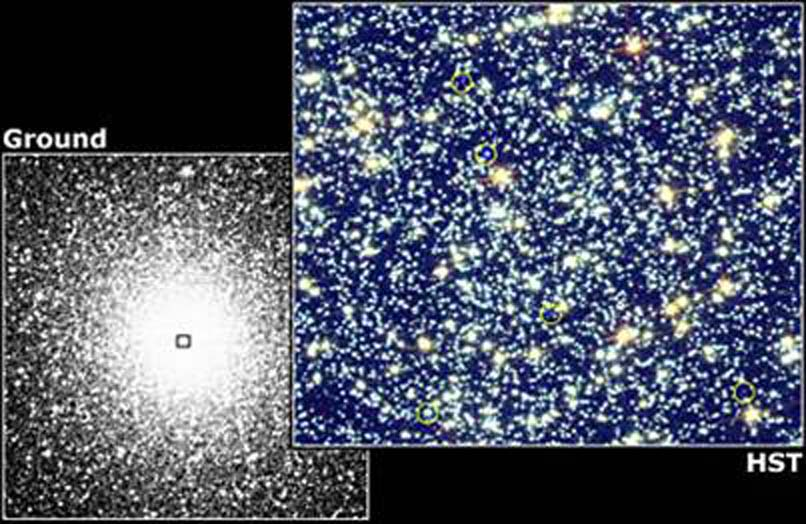

Это шаровое скопление чрезвычайно богатое звёздами и поэтому оно была предметом многочисленных исследований звёздного населения. Благодаря близости и исследованности  47 Тукана, как и ожидалось для старого скопления, молодые звёзды которого давно умерли, обладает наибольшим числом известных пульсаров (более двадцати), большинство из которых являются миллисекундными пульсарами. Также имеется большое количество «голубых отставших», обилие которых свидетельствует о том, что эти объекты образовались в результате тесного взаимодействия или даже столкновения с другими звёздами.
Металличность скопления оценивается от -0,72 до -0,78 [Fe/H], а его масса равна 1 500 000 M⊙.
47 Тукана содержит как минимум две популяции звёзд разного возраста или металличности. Плотное ядро содержит ряд экзотических звёзд, представляющих научный интерес, в том числе по меньшей мере 21 голубая отставшая звезда. Шаровые скопления эффективно сортируют звёзды по массе, при этом самые массивные звезды падают в центр.
Диаграмма Герцшпрунга-Рассела скопления предполагает возраст звёзд примерно в 13 миллиардов лет, то есть является необычайно старым.
Скопление содержит и некоторые редчайшие наблюдаемые звёзды. Например имеется голубая гигантская звезда со спектральным классом B8III, одна из самых ярких звёзд в видимом и ультрафиолетовом свете, её светимость примерно в 1100 раз больше, чем у Солнца, и она по праву известна как «Яркая звезда». Скорее всего она возникла в результате слияния нескольких звёзд — в частности об этом свидетельствует её расположение на диаграмме Герцшпрунга — Рассела левее асимптотической ветви гигантов (post-AGB). Она имеет эффективную температуру около 10 850 К.
NGC 104 содержит сотни источников рентгеновского излучения, в том числе звёзды с повышенной хромосферной активностью из-за их присутствия в двойных звездных системах, катаклизмические переменные звёзды, содержащие белые карлики, аккрецирующие от звёзд-компаньонов, и маломассивные рентгеновские двойные системы, содержащие не аккрецирующие нейтронные звёзды, излучение горячей поверхности которых можно наблюдать в рентгеновском диапазоне. Имеются 25 известных миллисекундных пульсаров, что является второй по величине популяцией пульсаров в известных шаровых скоплениях. Считается, что эти пульсары раскручиваются в результате аккреции материала двойных звёзд-компаньонов в предшествующей рентгеновской двойной фазе. Компаньон одного из пульсаров, 47 Тукан W, по-видимому, всё ещё переносит массу на нейтронную звезду, указывая на то, что эта система завершает переход от аккрецирующей маломассивной рентгеновской двойной системы к миллисекундному пульсару. Отдельное рентгеновское излучение было обнаружено от большинства миллисекундных пульсаров скопления с помощью рентгеновской обсерватории Чандра (вероятно это излучение с поверхности нейтронных звёзд), а гамма-излучение было обнаружено с помощью космического гамма-телескопа Ферми (что делает 47 Тукана первым шаровым скоплением, обнаруженным в гамма-лучах).

## Существование чёрной дыры средних масс
Первоначальные данные 2006 года космического телескопа Хаббла ограничивали массу любой возможной чёрной дыры в центре скопления менее примерно 1500 масс Солнца. Однако в феврале 2017 года американские и австралийские астрофизики обнаружили кандидата в чёрные дыры средней массы в центре 47 Тукана. Её масса оценивается в диапазоне 2300+1500
−850 M⊙. Исследователи обнаружили сигнатуру чёрной дыры по движению и распределению пульсаров в скоплении. Благодаря данным, полученным телескопом Gaia, исследованием окрестностей чёрной дыры удалось уточнить расстояние до скопления. Оно приблизительно равно 4450 парсек (14514 световых лет). Однако работа другой научной группы, вышедшая в этом же году, где также исследовались пульсары не даёт убедительных доказательств в пользу существования чёрной дыры средней массы. Поэтому вопрос о её существовании остаётся открытым.

## Прочие научные работы
В декабре 2008 года Рагбир Бхатал из Университета Западного Сиднея заявил об обнаружении сильного лазерного сигнала со стороны 47 Тукана. Но эти данные были получены в рамках программы SETI и был лишь доклад на астробиологической научной конференции 2010 года, но не в виде научной публикации. Дальнейшее изучение этого участка неба не выявило других подобных сигналов.

## Галерея
|  |  |
|  |  |